# Koko wa Greenwood
Koko wa Greenwood (ここはグリーン・ウッド?) è in origine una serie shōjo manga in 11 volumi, scritta ed illustrata da Yukie Nasu e pubblicata a partire dal 1987. Ne è stato prodotto successivamente un OAV in 6 episodi tra il 1991 e il 1993; infine il manga è stato adattato in un dorama stagionale estivo live action in 13 puntate mandato in onda nel 2008.
La vicenda ruota tutta attorno alle attività di quattro ragazzi del "dormitorio Greenwood" che frequentano una prestigiosa scuola privata, la Ryokuto Academy. La serie animata corrisponde quasi perfettamente alla trama del manga.

## Trama
La storia ha inizio con l'arrivo in ritardo di Kazuya presso la Ryokuto Academy, a poco più d'un mese dall'inizio effettivo delle lezioni: questo a causa d'un incidente automobilistico in cui era stato coinvolto e leggermente ferito, più altre disavventure varie.
Viene assegnato al dormitorio Greenwood (Ryokurin-Ryou), il cui edificio è un ex-manicomio e famoso per i tipi alquanto bizzarri che vi soggiornano. Tra questi ci sono Shinobu e Mitsuru, fan dello yaoi e compagni di stanza. Gli altri inquilini includono uno studente che dorme assieme alla sua moto e un gruppuscolo di fanatici cristiani.
Kazuya ha deciso di diventare convittore del collegio per allontanarsi dal casa, dove il fratello Kazuhiro (unico familiare che gli è rimasto dopo la morte dei genitori) ha recentemente sposato il 1° grande amore di Kazuya, Sumire, la quale lavora come infermiera proprio nella scola Ryokuto.
Giunto al dormitorio trova un unico posto disponibile per lui: dovrà condividere la stanza con quella che appare a prima vista una bella ragazza di nome Shun. Il presidente del corpo studentesco, Shinobu, assieme al responsabile del dormitorio Mitsuru (loro sono anche i due studenti più anziani, che si auto-assegnano il ruolo di mentori per Kazuya), gli hanno riservato quel posto sentendo che il ragazzo era l'unica persona di cui potevano fidarsi a lasciar condividere la stanza con Shun. Ella, per motivi abbastanza misteriosi ed inspiegabili, deve frequentare quell'istituto riservato ai maschi.
Tuttavia, tre giorni dopo Kazuya vede la bella Shun (Suka-chan) entrare nel bagno dei maschi ed utilizzare l'orinatoio a muro: dopo un breve inseguimento attraverso tutto il dormitorio, Shun deve ammettere e confessare al suo compagno di camera di essere in realtà effettivamente un ragazzo. Assieme ai responsabili ha giocato questo scherzo a Kazuya (aiutato dal fatto di assomigliare davvero ad una femmina), scommettendo col resto del dormitorio quanto tempo egli ci avrebbe impiegato per scoprire la verità.
In seguito Kazuya si trova a collaborare con Shun e Mitsuru per "sconfiggere" la sorella maggiore di Shinobu, Nagisa, la quale nutre un profondo rancore nei confronti del fratello fin dalla più tenera infanzia; ella cercherà in tutti i modi d'umiliarlo di fronte a tutti almeno una volta.
Un altro episodio delle avventure del gruppo riguarda un concorso a premi: i ragazzi producono un film fantasy intitolato "Here is Devil Wood". La pellicola risulta essere un successo e vince il concorso di popolarità.
Nel 4º episodio Mitsuru viene ossessionato e perseguitato dal fantasma di una ragazza carina, la quale quand'era in vita non era mai riuscita ad uscire assieme al compagno che amava: dopo esser riuscita ad ingannare Mitsuru e a baciarlo, torna con un gruppetto di altre ragazze fantasma a tormentare e correre dietro ai 4 personaggi principali.
I due episodi conclusivi vedono germogliare la storia d'amore tra Kazuya ed una ragazza di nome Miya: attraverso varie difficoltà sopraggiunte, i due riescono finalmente a stare assieme, e qui si conclude l'intera serie.

## Personaggi protagonisti
- Kazuya Hasukawa
- Shun Kisaragi
- Mitsuru Ikeda
- Shinobu Tezuka
- Kazuhiro Hasukawa
- Miya Igarashi
- Nagisa Tezuka

## Versione Manga
- Volume 1: coming soon
- Volume 2: un terribile mal di testa parte 1-2-3.
- Volume 3: un ragazzo incontra un ragazzo
- Volume 4: è giunta l'estate-il bagnino
- volume 5: autentico amore fraterno parte 1-2
- Volume 6:

## Versione OAV

### Colonna sonora
Sigla finale
- No Brand Heroes di Chika Sakamoto

### Episodi
| Nº | Titolo italiano (traduzione letterale) Giapponese 「Kanji」 - Rōmaji                                     |
| 1  | Ama la tua vita quotidiana 「汝の日常を愛せよ」 - Nanji no nichijō o aiseyo                              |
| 2  | Nagisa 「渚狂走曲」 - Nagisa kyōsōkyoku                                                                  |
| 3  | Il legno del diavolo 「学園祭出品作“ここは魔王の森”」 - Gakuen-sai shuppin-saku "koko wa maō no mori"    |
| 4  | Il fantasma di Greenwood 「光流とゴースト〜緑林寮の幻」 - Mitsuru to gōsuto 〜 ryokurin ryō no maboroshi |
| 5  | Secondo amore 「君を好きでよかった（前編）」 - Kimi o sukide yokatta (zenpen)                            |
| 6  | Secondo amore: ancora tu ed io 「君を好きでよかった（後編）」 - Kimi o sukide yokatta (kōhen)            |

## Versione Dorama

### Episodi
| Nº | Giapponese 「Kanji」 - Rōmaji                        | In onda           | In onda |
| Nº | Giapponese 「Kanji」 - Rōmaji                        | Giapponese        |         |
| -  | 「放送直前SP」 - Hōsō chokuzen SP                    | 5 luglio 2008     |         |
| 1  | 「グリーン・ウッドへようこそ」 - Gurīn uddo e yōkoso | 6 luglio 2008     |         |
| 2  | 「ノーブレス・オブリージ」 - Nōburesu oburīji        | 13 luglio 2008    |         |
| 3  | 「若い力」 - Wakai chikara                           | 20 luglio 2008    |         |
| 4  | 「日本の夏が来てる」 - Nippon'nonatsu ga ki teru     | 27 luglio 2008    |         |
| 5  | 「お楽しみはこれからだ」 - O tanoshimi wa korekarada | 3 agosto 2008     |         |
| 6  | 「頭のいたいネメシス」 - Atama no itai nemeshisu     | 10 agosto 2008    |         |
| 7  | 「蓮川家の一族」 - Hasukawa-ka no ichizoku           | 17 agosto 2008    |         |
| 8  | 「春はあけぼの」 - Haruhākebono                      | 24 agosto 2008    |         |
| 9  | 「片思いかもしれない」 - Kataomoi kamo shirenai      | 31 agosto 2008    |         |
| 10 | 「雨やどり」 - Amayadori                             | 7 settembre 2008  |         |
| 11 | 「LIVE OFF グリーン・ウッド」 - Raivu OFF gurīn uddo | 14 settembre 2008 |         |
| 12 | 「王子様を探せ!」 - Ōji-sama o sagase!               | 21 settembre 2008 |         |